# Kronenschlussgrad
Der Kronenschlussgrad ist in der Forstwirtschaft ein Maß für die Bestandesdichte, beziehungsweise für die Flächenbesetzung durch die Bäume in einem Wald. Er stellt somit einen wichtigen Parameter bei der forstlichen Betriebsplanung, der Forsteinrichtung dar. Außerdem ist er eine nützliche Kenngröße für waldbauliche Maßnahmen und ökologische Zustände.

## Bedeutung und Abstufungen
Insbesondere liefert der Kronenschlussgrad Informationen zur Dringlichkeit von Durchforstungen und zur Versorgung des Waldbodens mit Licht. Dies ist forstwirtschaftlich relevant bei der Einleitung von Verjüngungsmaßnahmen. Liegen Informationen über den Zeitpunkt und die Stärke des letzten Pflegeeingriffes vor, so kann durch die Abschätzung des Kronenschlusses die gegebene Reaktionsfähigkeit besonders der Z-Bäume auf Freistellungsmaßnahmen abgeleitet werden.
Der Kronenschlussgrad wird bei der Auswertung von Luftbildern okular, oder mit Hilfe eines Punktrasters in Prozent oder in Zehnteln angegeben. In der Praxis der Forsteinrichtung wird diese Größe in aller Regel durch den Forsteinrichter terrestrisch und okular geschätzt. Bei der verbalen Bestandesbeschreibung unterscheidet man folgende Grade:
| Schlussgrad     | Eigenschaft                                                                   |
| --------------- | ----------------------------------------------------------------------------- |
| gedrängt        | Die Kronen greifen tief ineinander                                            |
| geschlossen     | Die Kronen berühren sich mit den Zweigspitzen, der Kronenschluss ist erreicht |
| locker          | Der Kronenabstand ist kleiner als eine Kronenbreite                           |
| licht           | Der Kronenabstand entspricht einer Kronenbreite                               |
| räumig, räumdig | Der Kronenabstand überschreitet eine Kronenbreite                             |

Von einem „lückigen“ Kronenschluss spricht man, wenn ein Bestand weitgehend geschlossen ist, an wenigen Stellen aber Unterbrechungen von mindestens einer Kronenbreite aufweist.